# Pinsà borroner eurasiàtic

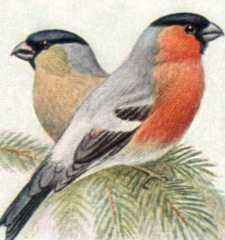
Parella (el mascle és a la dreta)

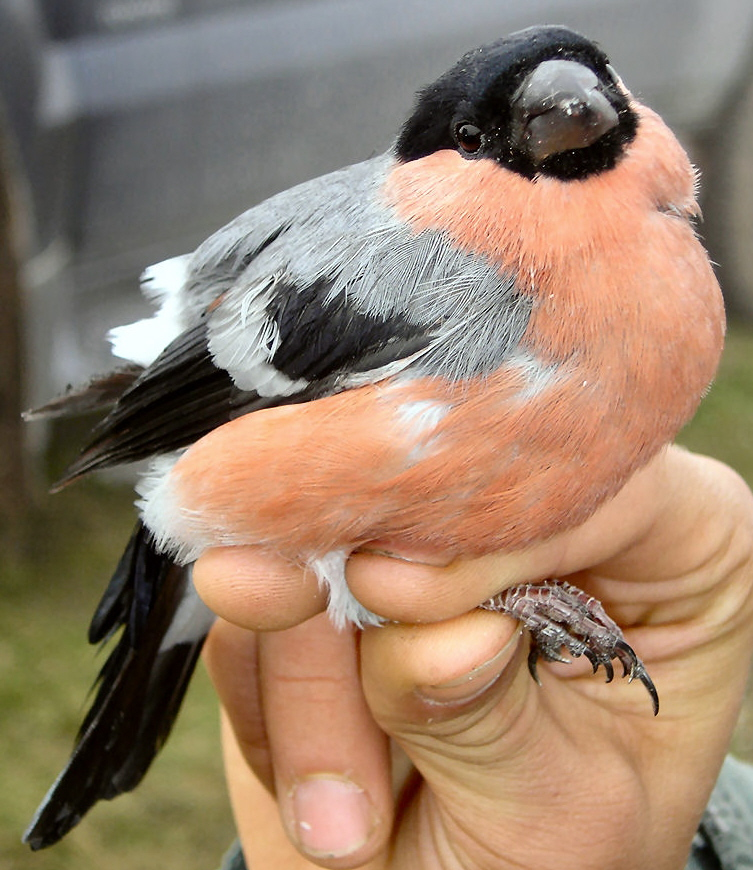
Mascle immadur

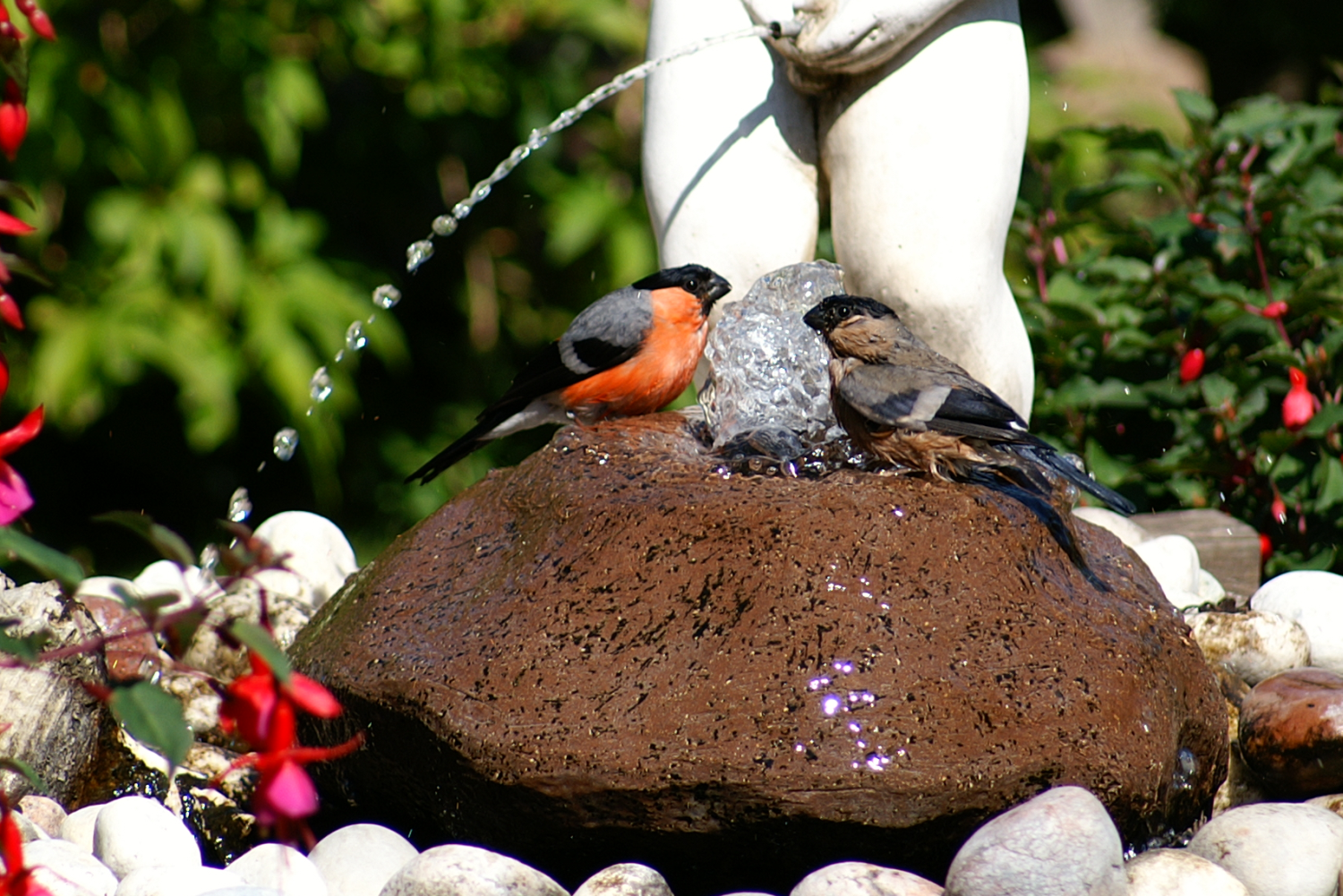
Prenent un bany

El pinsà borroner eurasiàtic o senzillament pinsà borroner (Pyrrhula pyrrhula) és una espècie d'ocell de l'ordre dels passeriformes que, per la seua riquesa cromàtica i pel contrast del seu plomatge, és un dels moixons més vistosos de l'avifauna dels Països Catalans.

## Descripció
- Mesura 14,5 cm de longitud i 26 cm d'envergadura. L'ala plegada fa de 76 a 84 mm, i el seu pes pot arribar als 28 g.
- Ambdós sexes mostren lliurees diferents, existint, doncs, dimorfisme sexual pel que fa a la coloració: al capell s'observa una taca negra que des de la nuca, bo i envoltant l'ull, arriba fins a la gola, on forma un petit bavosall. Aquest dibuix en el mascle és negre brillant, mentre que en la femella és de tonalitats apagades.
- La cara, el coll, el pit i els flancs dels mascles són d'un to salmonat, que esdevé bru rosat o cafè clar en les femelles. D'altra banda, l'esquena del mascle és grisa blavosa, mentre que la de les femelles és de tons brunencs.
- Les ales i la cua són de color brunenc. El carpó és blanc pur i contrasta molt amb la resta del plomatge, i és un dels trets més visibles de l'ocell quan vola.
- El bec és molt ample, curt i arrodonit, amb la mandíbula superior (culmen) corbada i de color negre fosc, la qual cosa fa que es confongui amb el capell i el bavosall. Aquesta morfologia del bec és gairebé única en els ocells catalans.

## Subespècies
- Pyrrhula pyrrhula caspica (Witherby, 1908).[2]
- Pyrrhula pyrrhula cassinii (S. F. Baird, 1869).[3]
- Pyrrhula pyrrhula cineracea (Cabanis, 1872).[4]
- Pyrrhula pyrrhula europoea (Vieillot, 1816).[5]
- Pyrrhula pyrrhula griseiventris (Lafresnaye, 1841).[6]
- Pyrrhula pyrrhula iberiae (Voous, 1951).[7]
- Pyrrhula pyrrhula murina (Godman, 1866)
- Pyrrhula pyrrhula paphlagoniae (Roselaar, 1995).[8]
- Pyrrhula pyrrhula pileata (MacGillivray, 1837).[9]
- Pyrrhula pyrrhula pyrrhula (Linnaeus, 1758).[10]
- Pyrrhula pyrrhula rosacea (Seebohm, 1882).[11]
- Pyrrhula pyrrhula rossikowi (Derjugin & Bianchi, 1900).[12][13][14]

## Distribució geogràfica
Es troba a Euràsia: des de les Illes Britàniques fins al Japó. És itinerant a Algèria, Gibraltar, Islàndia, Malta, el Marroc i Tunísia.

## Hàbitat ialimentació
- És un fringíl·lid eminentment forestal o de bardisses i que defuig els camps i espais oberts, preferint les arbredes humides i ombrívoles.
- A l'hivern és freqüent a les arbredes, als ribatges, a les bardisses, als fondals de vegetació densa i esponerosa i àdhuc als parcs i jardins. En aquests indrets, hi cerca baies, fruits, brots i borrons (d'ací li ve el nom popular català).
- Sovint és considerada una espècie perjudicial en els camps de fruiters europeus, en els quals els estols poden fer estralls considerables.
- Es localitza als boscos montans i subalpins, on nia. A la resta del territori cal considerar-lo com a hivernant, més o menys regular.

## Costums
- És gregari, però no arriba a formar esbarts nombrosos. Els estols es mantenen en cohesió mitjançant l'emissió de notes monòtones i malenconioses. El cant no és melodiós i consisteix en l'emissió d'una sèrie de notes raspants i xiulets, emesos en un to força baix.
- És un ocell social i de caràcter confiat, que es mou entre el brancam amb vols curts, emetent sempre el monòton reclam. Quan vola en un espai obert, ho fa de forma directa però ondulada.

## Reproducció
Cria a les forestes de caducifolis preferentment, tot i que és relativament abundant en les pinedes subalpines i en els boscos culminals de pi negre. El niu el construeix principalment la femella i el situa en mates o arbustos que no sobrepassin els 2 m. La posta consta de quatre a cinc ous de color verd blavós pàl·lid, amb taques o puntets, i la incubació la porta a terme la femella.